# American Expeditionary Force Siberia

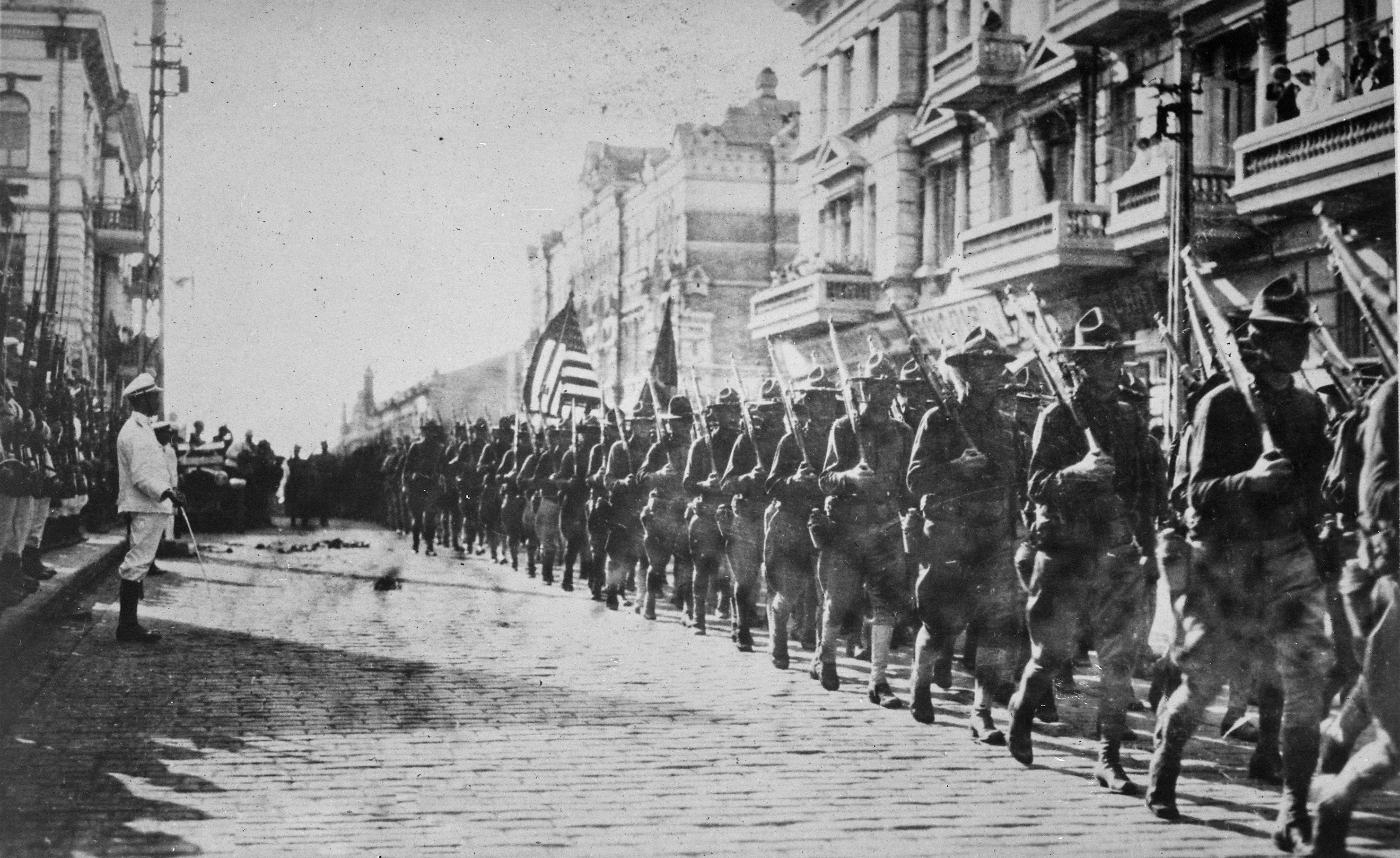
Amerikai katonák parádéja Vlagyivosztokban.

Az American Expeditionary Force Siberia, rövidítve AEF Siberia (magyarul:Szibériai Amerikai Expedíciós Erők, Szibériai Amerikai Katonai Expedíció) az Amerikai Egyesült Államok hadseregének katonai alakulata volt, amely az első világháború vége felé kitört orosz polgárháborúban tevékenykedett az 1917-es októberi orosz forradalom után 1918-tól 1920-ig az oroszországi Vlagyivosztokban.
Woodrow Wilson elnököt inkább diplomáciai, mintsem katonai célok motiválták abban, hogy amerikai katonákat küldjön Szibériába. Az egyik ok az oroszországi Csehszlovák Légió 40000, a bolsevikok fogságába esett katonájának kiszabadítása volt, míg a másik legfőbb indok az Egyesült Államok által a korábbi orosz kormánynak támogatásként küldött nagy mennyiségű, az orosz távol keletre szállított katonai ellátmány védelme volt. Fontos azt is megemlíteni, hogy a bolsevik erők ekkor Szibériának pusztán csekély részét tartották ellenőrzésük alatt, de Wilson az amerikai katonai jelenléttel biztosítani akarta, hogy sem a kozák martalócok, sem a japán hadsereg nem kerül olyan helyzetbe, hogy az instabil politikai légkört kihasználva rátegye a kezét a nyersanyagokban gazdag szibériai területekre.
Mindeközben hasonló okokból kifolyólag, Wilson a Polar Bear Expedition keretei között megközelítőleg 5000 amerikai katonát küldött Arhangelszkbe.

## Az expedíció

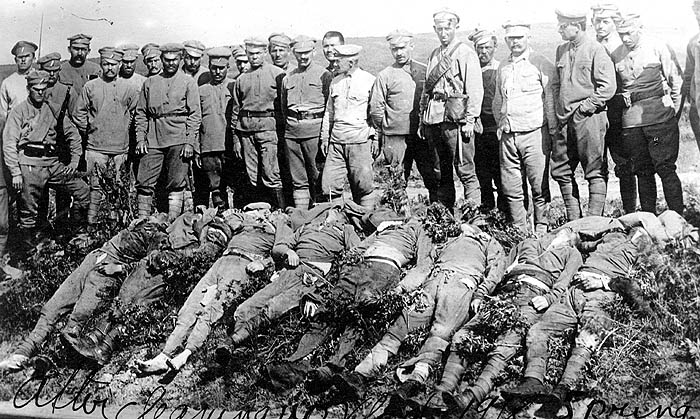
A Csehszlovák Légió katonái által megölt bolsevikok. Vlagyivosztok, Oroszország

Az American Expeditionary Force Siberia-t William S. Graves vezérőrnagy vezette, és megközelítőleg 7950 főt számlált. Alapját a 21. és 37. gyalogos ezred, valamint a 12., a 13., és a 62. gyalogos ezred önkéntesei alkották.
A csapatok Springfield M1903 puskával, Browning önműködő puskával (BAR) és M1911 félautomata hadipisztollyal voltak felszerelve, beosztásuktól függően.
Habár Graves vezérőrnagy 1918. szeptember 4-ig nem érkezett meg Szibériába, az első 3000 amerikai katona 1918. augusztus 15-e és 21-e között partra szállt Vlagyivosztokban, és megkezdték a Transzszibériai vasútvonal Vlagyivosztok-Usszurijszk közötti részének védelmét.
Ellentétben a többi szövetséges erőkkel, Graves vezérőrnagy úgy vélte, hogy feladata kizárólag az amerikai ellátmány védelmére, és a Csehszlovák légió evakuálásának biztosítására terjed ki, ezért nem bonyolódott harcba a bolsevikokkal.

## Veszteségek
Az egységek gyakran szenvedtek üzemanyag, lőszer, és élelmiszer hiányban. A meleg éghajlathoz szokott lovak elpusztultak, a vízzel hűtött géppuskák befagytak és használhatatlanná váltak.
Az utolsó amerikai katona 1920. április 1-jén hagyta el Szibériát. A 19 hónapos oroszországi tartózkodás alatt 189 amerikai katona veszett oda. Összehasonlításképp: a sokkal kisebb Polar Bear Expedíció 9 hónap alatt 235 embert veszített.

## Lásd még
- Csehszlovák Légió
- 1917-es októberi orosz forradalom
- Polar Bear Expedition

## Ajánlott irodalom az USA szibériai katonai expedícióival kapcsolatban
- Foglesong, David S. America's Secret War Against Bolshevism: U.S. Intervention in the Russian Civil War, 1917–1920. Chapel Hill: University of North Carolina Press (1995). ISBN 0-8078-2228-0 review[halott link] on Humanties and Social Sciences Online. Article Hozzáférés ideje: March 10, 2006.
- Goldhurst, Richard. The Midnight War. McGraw-Hill (1978). ISBN 0-07-023663-1
- Guins, George Constantine. The Siberian intervention, 1918–1919. Russian Review Inc. ASIN B0007FQDTU (1969)
- Hendrick, Michael. An Investigation of American Siberian intervention (1918–1920). Texas Southern University. ASIN: B0006W99ZE (1972)
- Hudson, Miles. Intervention in Russia 1918–1920: A Cautionary Tale. Pen and Sword (2004). ISBN 1-84415-033-X
- Kindall, Sylvian G.. American Soldiers in Siberia. Richard R. Smith. ASIN B000BFHTSU (1945)
- Willett Jr., Robert L. Russian Sideshow: America's Undeclared War, 1918–1920. Potomac Books (2005). ISBN 1-57488-706-8
- White, John Albert. The Siberian Intervention. Princeton University Press. ASIN: B0007EGUTO (1950)

## Ajánlott irodalom az USA American Expeditionary Force Siberia expedíciójával kapcsolatban
- Graves, William S.. America's Siberian Adventure, 1918–1920. Ayer Co Pub (1940). ISBN 0-405-03083-5
- Gordon, Dennis. Quartered in Hell: The Story of the American North Russia Expeditionary Force 1918–1919. G O S (1982). ISBN 0-942258-00-2
- Maddox, Robert James. The Unknown War with Russia: Wilson's Siberian intervention. Presidio Press (1977). ISBN 0-89141-013-9
- Unterberger, Betty Miller. America's Siberian Expedition 1918–1920: A Study of National Policy. Greenwood Press Reprint (1969). ISBN 0-8371-0726-1